# Puck (biograf)

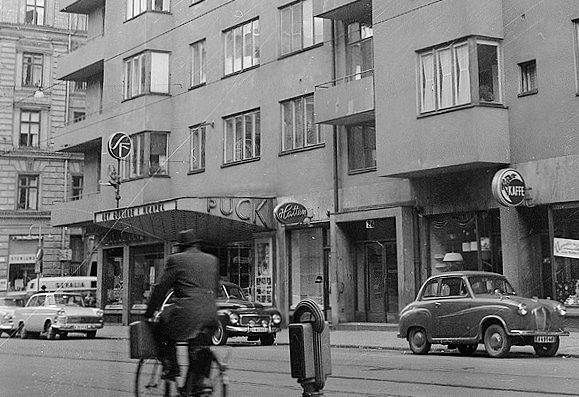
Biograf ”Puck” 1961.

Puck var en biograf vid Sibyllegatan 26 på Östermalm i Stockholm. Biografen invigdes 1934 och upphörde 1982.

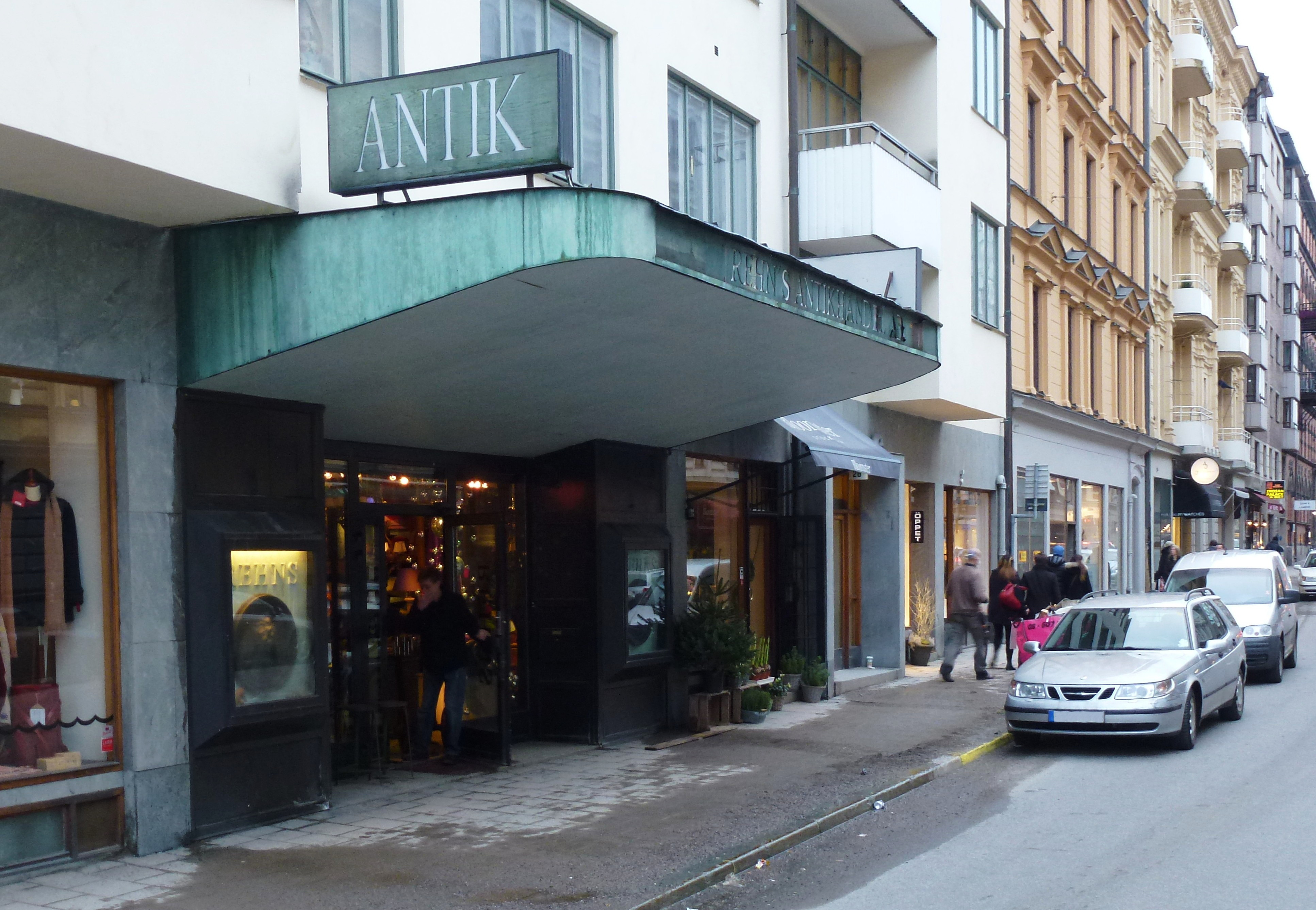
Baldakinen påminner om den tidigare biografen, januari 2013.

Biografen inrymdes i hörnhuset Sibyllegatan/Kommendörsgatan som uppfördes 1933. Från början var det tänkt att biografkedjan Ri-Teatrarna skulle stå för den nya biografen, men det blev Svensk Filmindustri som hyrde lokalen och döpte den till Puck efter William Shakespeares figur "Puck" ur En midsommarnattsdröm. 
Över entrén fanns en kopparklädd baldakin med tätt sittande lampor på undersidan och biografens namn i stora vita neonbokstäver på kortsidorna. SF-symbolen lyste på en liten mast uppe på baldakinen och på masten klättrade en puckfigur. Figuren är formgiven av Stig Blomberg och driven i koppar. Puck-figuren finns idag i Marmorfoajen i Llinköpings konferens och kongresslokaler.  Foajén och salongen hade funktionalistiska drag i glas och metall, gestaltat av arkitekt Wolter Gahn. 
Totalt hade Puck 408 platser och var därmed SF:s minsta biograf. Den fungerade som stadsdelsbio för Östermalm fram till 1966, därefter blev Nya Puck specialbiograf för utvalda ”smala” filmer. Den 28 september 1982 upphörde Puck som biograf men fortsatte som teater några år till. Idag (2013) finns en antikhandel i lokalerna och enbart baldakinen påminner om den tidigare biografen. Antikhandeln upptar foajén men själva salongen har fortfarande en koppling till filmindustrin, den användes som studio av filmskaparen Roy Andersson fram till 2022. Under sommaren 2022 byggdes studion om till en inspelningsstudio för sändning av streamade (digitala sändningar via internet) möten och events. Idag (2022) heter inspelningsstudion Studio Puck och kan hyras av företag som vill sprida information och kommunikation genom streamade sändningar.